# Heinz Richter
Heinz Richter (Zittau, 24 luglio 1947) è un ex pistard tedesco.

## Palmarès

### Olimpiadi
- 1 medaglia[1]:
  - 1 argento (Monaco di Baviera 1972 nell'inseguimento a squadre)